# Джашпур (округ)
Джашпур (англ. Jashpur) — округ в индийском штате Чхаттисгарх. Административный центр — город Джашпур. Площадь округа — 5838 км². По данным всеиндийской переписи 2001 года население округа составляло 743 160 человек. Уровень грамотности взрослого населения составлял 63,8 %, что выше среднеиндийского уровня (59,5 %). Доля городского населения составляла 4,6 %.